# Вассерзуг, Этьен
Этьен Вассерзуг (полное имя - Вассерзуг, Этьен-Бронислав; фр. Wasserzug, Étienne Bronislaw; 1 августа 1860, Мотоль, Польша (Сейчас - Белоруссия) - Париж, 1888) - французский биолог польского происхождения.

## Семья
Отец – врач Бронислав Вассерзуг. Имя матери, брата и сестры неизвестны.

## Биография
Родился 1 августа 1860 года.
1863-1870 После разгрома польского восстания против России, отец был приговорен к смерти, но ему удалось бежать с одним из своих детей. Нашел убежище в Невшателе (Швейцария), а затем прячется в ле-Сонье (Юра, Франция). Семья разбросана, Этьен никогда больше не видел свою мать, брата и сестру.
Во время конфликта 1870-1871 с Пруссией, его отец завербовался в качестве офицера медицинской службы в французской армии. После войны, разочарованный отношением французской администрации, он поручил своего сына женщине. Затем, излечился от тяжелой болезни и уехал в Америку.
В 1875 Этьен входит в общепризнанное исследование.
1877 уехал в Будапешт (Венгрия) и жил там до 1879 года. Там он принял должность наставника в богатой венгерской семье.
1879-1880 Вернувшись во Францию стал мастером обучения в средней школе в Безансоне, а затем в колледже Сален (Юра). Затем готовится получить степень бакалавра искусств и готовится на конкурс «Эколь Нормаль» (École Normale Supérieure). В 1881 учитель в лицее Сен-Луи (Париж).
1882 получает степень бакалавра и проходит вступительный экзамен для Высшей нормальной школы в Париже. Изучал историю.
В 1885-1888 годах, в качестве помощника тренера лаборатории Луи Пастера в Высшей нормальной школе ведет работу по производству «Invertin» о некоторых грибах, морфологии и физиологии бактерий и грибов. Работал над лечением бешенства. В 1888 умер в Париже от скарлатины. Сам Луи Пастер произнёс  речь на его похоронах.

## Личная жизнь
Никогда не видел свою семью после побега с отцом в Европу.

## Факты
- Свободно говорит на нескольких языках, таких как: латинский, англосаксонский и славянские.[1]